# Källviken Turist & Konferens
Källviken Turist & Konferens är en turist- och konferensanläggning strax nordväst om Strömstad, belägen bredvid semesteranläggningen Capri. Källviken ligger vid vattnet och det finns möjligheter att bedriva olika sporter i närområdet (såväl orientering i den närliggande skogen som volleyboll).